# La Font Vella (Linyola)
La Font Vella és un monument del municipi de Linyola a la comarca del Pla d'Urgell. És inclòs en l'Inventari del Patrimoni Arquitectònic de Catalunya.

## Descripció
Dipòsit d'aigua d'uns 6 m de fondària de forma sub-cilíndrica i fa 9,70 de radi. A l'angle nord-oriental hi ha les escales d'accés amb una amplada de 2,80 m. Són distribuïdes en dos trams separats per un replà. El primer tram té 15 esglaons mentre que el segon en té 6. Les parets són fetes de maçoneria lligada am morter. A la part sud, al capdamunt del mur hi ha l'entrada d'aigua a la font de la bassa que existia a la vora. L'abocador és de pedra calcària ben treballada. L'aigua entre per filtració.

## Història
Precisar la cronologia és difícil. L'informe tècnic la situa el segle xviii o xix. La biografia no concreta res respecta a aquesta font i parla de basses a la sortida del poble. Suposem, però, que la construcció deuria ser anterior a l'arribada de l'aigua al poble els anys 80 del segle xix. Una pedra am la inscripció amb data 1908 fa pensar una possible reforma. La font fou abandonada i tapada l'any 1961. Aquesta font és una obra que destaca dins del conjunt de les fonts al pla de Lleida. Un bon paral·lel és la Bassa Bona de Maials amb treballs de l'any 1881.